# Philip Magnus Schmidt
Philip Magnus Schmidt, född 14 juni 1596 i Langensalza, Thüringen, död 23 september 1652 i Stockholm, var en tysk apotekare, verksam som hovapotekare i Stockholm.

## Liv och verk
Philip Magnus Schmidt var son till syndikus (advokat) Carl Schmidt och Gertrud Kleinschmidt.  Efter en utbildningstid av fem år i Halberstadt praktiserade han som apotekare några år i Leipzig och Berlin. 
År 1623 inkallades han till Sverige av drottningen Maria Eleonora att bli föreståndare för apoteket i kungliga slottet medan den ordinarie hovapotekaren, Casper König (1586-1646, adlad Lilliecrona 1637), följde med Gustav II Adolf till krigsfälten i Tyskland. Apoteket hette då fortfarande ”Slottsapotek” men kallades snart av allmänheten för ”Schmidtens apotek” sedan det 1625 flyttades till en av byggnaderna i kvarteret Aesculapius vid Stortorget i Gamla stan (se Apoteket Lejonet). 
Den 30 april 1627 upprättades särskilda apoteksprivilegier. År 1640 utnämndes Schmidt till hovapotekare med en årlig lön av 300 daler silvermynt. För sina förtjänster erhöll han 1650 kronosäteriet Stora och Lilla Ryk  i Färgelanda socken,  Dalsland med arvsrätt för hans efterkommande.